# Katschberg
El Katschberg es un paso de montaña alpino y una gran estación de esquí, ubicado en el norte de Carintia en Austria. El paso, ubicado a 1641 metros de altitud conecta los valles del Katschtal en Carintia y el Lungau en Salzburgo.
Se presume que el paso ya había sido tomado por los taurinos y los romanos, con una calzada romana transalpina que unía la ciudad de Iuvavum, (Salzburgo) en Norique con Aquileia. Mencionado en 1459, hay pruebas de que el paso había sido cruzado por los servicios postales desde 1764.

## Geografía

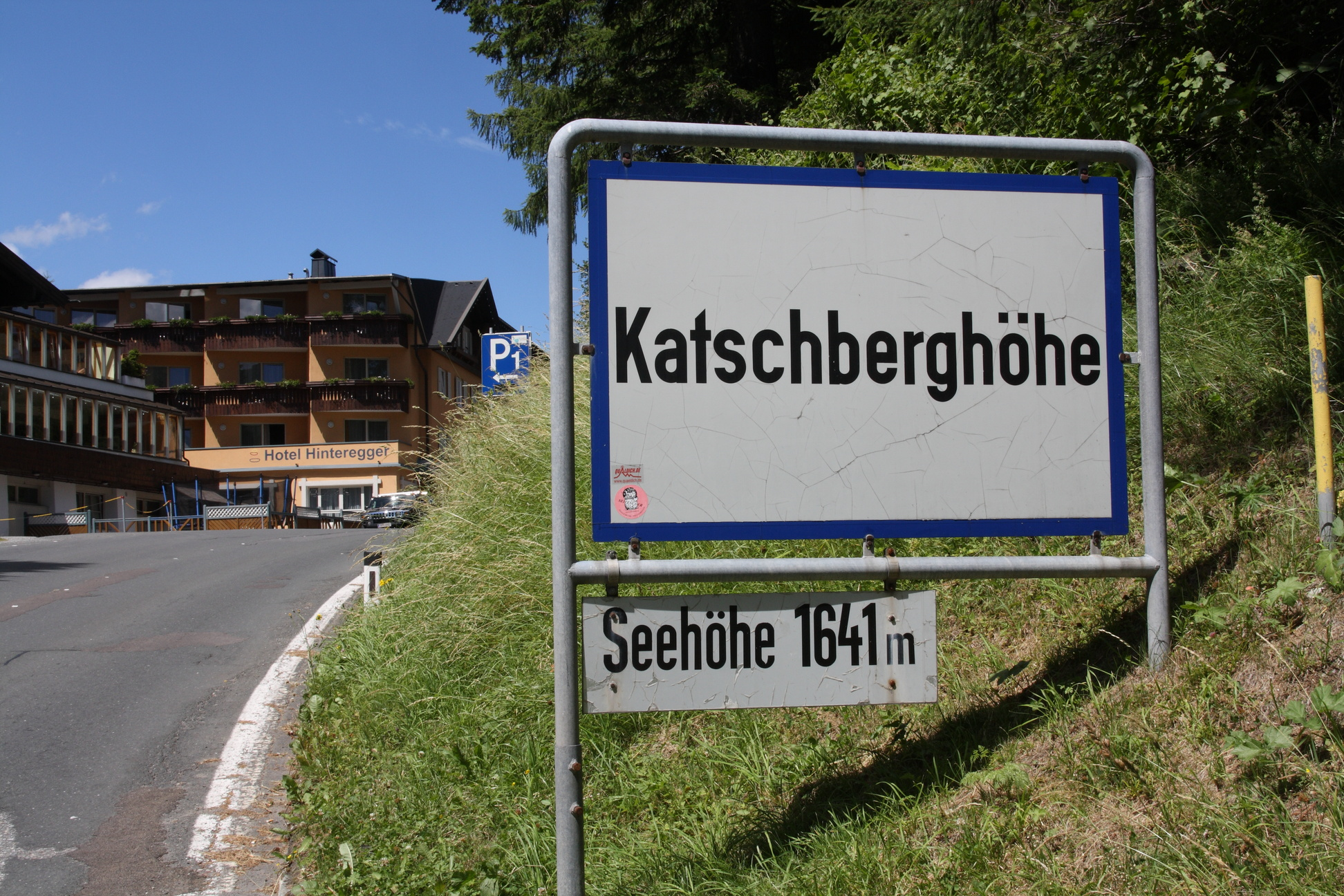
En el col

El Katschberg conecta las montañas Hohe Tauern en el oeste con los Alpes de Gurktal en el este. Marca la frontera entre los Länder de Salzburgo en el norte y Carintia en el sur, así como la línea divisoria de aguas entre la cuenca de drenaje del Mur y el Lieser. Un pequeño asentamiento llamado Katschberghöhe, que forma parte del municipio de Rennweg, se encuentra en las alturas.
El paso es atravesado por la Katschberg Straße (B99) que conecta Bischofshofen en Salzburgo con Spittal an der Drau en Carinthia. Esta vía de curvas cerradas y rampas empinadas está cerrada al tráfico de vehículos pesados, vehículos articulados y caravanas. La autopista Tauern (A10) que va de Salzburgo a Villach, un tramo de la ruta europea 55, ha relevado a la carretera B99. Pasa por debajo del col por medio del túnel de Katschberg.
- 1929 : construcción de una posada en el paso de J. Kastner. Vuelta aponer en funcionamiento en 1956, se transformó gradualmente en un hotel de 4 estrellas. Desde entonces, la infraestructura hotelera se ha desarrollado con intensidad. En 2009, el complejo tenía una capacidad de alojamiento de casi 2 600 camas.
- 1956 : Hias Bogensperger construye el primer remonte en Tschaneck (2024 metros ).
- 1979 : construcción de un telesilla que une el Katschberg con la cima de Aineck, proporcionando así un enlace con la zona vecina de St Margarethen.
- 2001 : construcción del telesilla Tschaneckbahn de 6 plazas e inversión en un sistema de fabricación de nieve artificial.

## Área de esquí
La estación de esquí de Katschberg-Aineck, también conocida como Katschi, tiene la tercera área de esquí más grande de Carintia (después de las áreas de Nassfeld y Bad Kleinkirchheim). Las pistas, generalmente muy anchas, se encuentran a ambos lados del col de Katschberg, en el lado soleado del monte Tschaneck (2 024 m) por un lado y en las laderas del monte Aineck (2 230 m) - ubicado en parte en el territorio del vecino Estado federado de Salzburgo - por el otro. La conexión entre las dos pistas es posible con esquís, mediante una pista estrecha, poco práctica y que requiere parcialmente empujarse con los bastones. Los senderos son mantenidos por 14 aplanadoras de nieve.
Un skibus conecta el complejo cada hora desde Sankt Margarethen a través de Sankt Michael (lado de Salzburgo) y un segundo skibus desde Rennweg am Katschberg (lado de Carintia).